# Victor Tutugoro
Victor Tutugoro est un homme politique indépendantiste kanak de Nouvelle-Calédonie, né le 1er mai 1956 à la tribu de Nébeouba à Ponérihouen (Province Nord).

## Un cadre de l'UPM et du FLNKS
Il adhère en 1981 à l'Union progressiste en Mélanésie (UPM), petit mouvement indépendantiste qui fait partie du Front indépendantiste à partir de 1979 puis du Front de libération nationale kanak et socialiste (FLNKS). Il en devient le président de 1996 à 2001 puis la figure la plus emblématique après la dissidence d'Edmond Nékiriaï en 1997. Il participe aux négociations de l'accord de Nouméa, dont il est le signataire au titre de l'UPM. Il devient en 2000 le porte-parole du bureau politique du FLNKS et le reste jusqu'en décembre 2010. La coalition ne réussissant plus à se doter d'un président unitaire à partir de 2001 en raison de ses divisions internes entre le Parti de libération kanak (Palika) de Paul Néaoutyine et l'Union calédonienne (UC) de Pascal Naouna puis Charles Pidjot, Victor Tutugoro devient ainsi le représentant du Front auprès de la presse et des instances internationales. Il est proche de Paul Néaoutyine, et fait adhérer à partir de 1999 l'UPM à l'Union nationale pour l'indépendance (UNI) dominée par le Palika. Cela lui vaut d'être critiqué par l'UC, qui obtient finalement que le poste de porte-parole du bureau politique du FLNKS lui soit retiré lors de son 30e congrès tenu à Dumbéa les 4 et 5 décembre 2010. À la place, une animation du bureau tournante tous les trois mois entre les quatre composantes est mise en place, chargé à chaque fois de choisir son propre porte-parole au sein des autres mouvements. 
Il retrouve la présidence de l'UPM lors de son 28e congrès tenu à la tribu de Port-Bouquet, à Thio, le 20 novembre 2011. Puis, lors du 32e congrès du FLNKS organisé à Païta les 23 et 24 mars 2013, il est choisi pour prendre la présidence tournante pour deux ans de l'organisation de coopération régionale du Groupe mélanésien Fer de lance (GMFL) au nom du Front indépendantiste.

## Un lieutenant de Paul Néaoutyine à la Province Nord
Victor Tutugoro est pour la première fois candidat en tant que suppléant de Léopold Jorédié (UC) aux élections législatives du 21 mars 1993 dans la 2e circonscription : ils obtiennent le deuxième score avec 29,79 % des suffrages exprimés, arrivant loin derrière le sortant du RPCR Maurice Nénou qui est réélu dès le premier tour avec 54,15 % des voix. 
Lors des élections provinciales du 9 juillet 1995, il est en 8e position sur la liste FLNKS en Province Nord emmenée par le président de l'Assemblée sortante Léopold Jorédié (UC). Celle-ci obtient alors le meilleur score, avec 5 602 voix (34,3 % des suffrages exprimés) et 6 sièges sur 15 : Victor Tutugoro n'est donc pas élu. 
Au scrutin provincial suivant du 9 mai 1999, l'UPM décide de former sa propre liste, indépendamment de celle officielle du FLNKS menée par l'UC (Bernard Lepeu) et de celle de l'UNI (Paul Néaoutyine). La première place est confiée à une figure historique du parti, André Gopoea, tandis que Victor Tutugoro figure en troisième position. Ils obtiennent le sixième et antépénultième score, avec 954 votes (5,52 % des voix) et aucun siège. 
Entre 2001 et 2009, Victor Tutugoro figure sur toutes les listes avancées ou soutenues par l'UNI pour les élections des gouvernements successifs (9e le 3 avril 2001, 3e le 28 novembre 2002, 4e les 10 et 24 juin 2004, 7e les 6 et 21 août 2007 et à nouveau 3e le 5 juin 2009). Il n'est pourtant jamais élu au sein de l'exécutif. 
Aux élections provinciales du 9 mai 2004, Victor Tutugoro est introduit en 9e place de la liste UNI-FLNKS menée par le président sortant Paul Néaoutyine en Province Nord. Elle arrive en tête du scrutin, recueillant 7 711 voix (37,51) et 11 sièges sur 22 (dont 9 des 15 envoyés également au Congrès) : Victor Tutugoro obtient ainsi son premier mandat électif, et est porté le 14 mai suivant à la 2e vice-présidence de l'Assemblée de la Province Nord. 
Il le reste pendant toute la mandature, jusqu'au scrutin du 10 mai 2009. Lors de ce dernier, il est une nouvelle fois en 9e place de la liste UNI de Paul Néaoutyine : si celle-ci reste la première force politique de la province, elle réalise un moins bon résultat qu'en 2004 avec 6 631 voix (30,6 %), soit seulement 211 votes et moins d'1 point de différence avec l'UC du maire de Canala Gilbert Tyuienon, et une majorité relative réduite à 9 sièges (contre 8 à l'Union calédonienne). Si Paul Néaoutyine réussit à conserver la présidence de l'assemblée au troisième tour de scrutin grâce au vote blanc des 3 élus du travaillistes, ceux-ci apportent ensuite leur soutien à l'UC pour la désignation des trois vice-présidents. Les partisans de Néaoutyine ne conservent que la deuxième vice-présidence au profit de Jean-Pierre Djaïwé (Palika et 1er vice-président lors de la précédente mandature). Victor Tutugoro devient toutefois le chef du groupe UNI à l'Assemblée de province, ainsi que, à partir du 7 juillet 2009, le président du conseil d'administration de la Société financière et de développement de la Province Nord (Sofinor), qui gère les participations financières de cette collectivité dans plusieurs domaines économiques dont tout particulièrement la mine (avec la SMSP) ou le tourisme (avec les « Grands Hôtels de Nouvelle-Calédonie »).
Le 10 août 2011, il est élu au poste de 2e vice-président de l'Assemblée de la Province Nord, laissé vacant par Jean-Pierre Djaïwé pour sa part tout juste élu 1er vice-président. Il a obtenu une majorité relative des suffrages au troisième tour de scrutin, avec 11 voix (soit les 9 du groupe UNI mais aussi celle dissidente de l'UC de Pascal Naouna et un autre bulletin) contre 10 à Cézelin Tchoeaoua de l'Union calédonienne et 1 bulletin blanc.
Pour les élections sénatoriales du 25 septembre 2011, il est l'un des deux candidats (avec Charles Pidjot de l'UC) du FLNKS (sans le Palika). C'est la première fois depuis 1999 qu'il ne fait pas équipe sur le plan électoral avec le parti de Paul Néaoutyine. Il obtient 121 voix de grands électeurs (24,15 % des suffrages exprimés, 3e score sur 10 candidats) au premier tour, et 91 (18,16 %, 4e résultat sur 7) au second, et n'est donc pas élu.
Lors du congrès de l'UPM réuni à la tribu de Port Bouquet à Thio les 19 et 20 novembre 2011, sa ligne pro-UNI l'emporte sur celle pro-UC du président sortant Guy Pascal. Victor Tutugoro est alors élu pour le remplacer à la tête du parti.